# Harry Reynolds
Harry "Butch" Reynolds (Akron, Ohio, 8. lipnja 1964.) je bivši američki atletski sprinter na 400 metara. 
1988. godine postavio je svjetski rekord na 400 metara koji je iznosio 43,29 dok njegov rekord nije popravio Michael Johnson.
Butchu će zauvijek ostati utjeha da je još uvijek među prva tri vremena u povijesti i to odmah iza Johnsona. U sportsku mirovinu otišao je 1999. godine s 35 godina.